# バラ亜綱
バラ亜綱 (Rosidae) は、バラ科を含む被子植物の亜綱のひとつ。クロンキスト体系などで使われる。
新エングラーやAPG植物分類体系には存在しない。

## 分類

### クロンキスト体系
バラ目、マメ目、ラフレシア目、セリ目といった18目114科約5万8000種からなり、被子植物の中で一番多様性に富んでいる類である。種数ではキク亜綱と肩を並べる。
- バラ目 Rosales
- マメ目 Fabales
- ヤマモガシ目 Proteales
- カワゴケソウ目 Podostemales
- アリノトウグサ目 Haloragales
- フトモモ目 Myrtales
- ヒルギ目 Rhizophorales
- ミズキ目 Cornales
- ビャクダン目 Santalales
- ラフレシア目 Rafflesiales
- ニシキギ目 Celastrales
- トウダイグサ目 Euphorbiales
- クロウメモドキ目 Rhamnales
- アマ目 Linales
- ヒメハギ目 Polygalales
- ムクロジ目 Sapindales
- フウロソウ目 Geraniales
- セリ目 Apiales